# Tit Claudi Sever
Tit Claudi Sever (en llatí Titus Claudius Severus) va ser un magistrat romà del segle ii.
Va ser nomenat cònsol juntament amb Gai Aufidi Victorí l'any 200, segons el Codi Justinià.